# Oscarinus abusus
Oscarinus abusus är en skalbaggsart som beskrevs av Henry Clinton Fall 1907. Oscarinus abusus ingår i släktet Oscarinus och familjen Aphodiidae. Inga underarter finns listade i Catalogue of Life.